# Johann Georg von Grechtler
Johann Georg Freiherr von Grechtler (* 8. April 1705 in Kippenheim, Baden-Württemberg; † 1. September 1780 in Hütteldorf, Wien) war kaiserlicher General-Feldwachtmeister, Geheimer Rat und Besitzer mehrerer Grundherrschaften.

## Leben
Er wurde in Kippenheim, am Rande des Schwarzwaldes, in einfachen Verhältnissen geboren. Als engagierter Fuhrmann arbeitete er sich empor und wurde Heereslieferant. Johann Georg von Grechtler war Leiter des Fuhr- und Proviantwesens beim kaiserlichen Heer am Rhein und in den Niederlanden.
1750 heiratete er in Freiburg im Breisgau die Witwe Maria Magdalena Katharina von Timmel (geb. Trollin). Im selben Jahr wurde er in den Reichsfreiherrenstand erhoben und 1751 in den erblichen Freiherrenstand aller österreichischen Länder. Die Beförderung zum General-Feldwachtmeister (entspricht heute etwa einem Generalmajor) erfolgte 1762. Ab 1767 war er wirklicher k. k. Geheimrat.
Grechtler starb 1780 und wurde in Hütteldorf begraben. Er hatte einen Sohn, Georg Anton Freiherr von Grechtler, welcher als Alleinerbe Besitzungen im Wert von 4 Millionen Gulden erhielt und in Weinburg begraben ist.
Er und sein Sohn hinterließen Stiftungen für arme Menschen. 1774 ließ er ein Armenhaus in Ober-Grafendorf errichten und leistete dazu einen Betrag von 1500 Gulden.

## Besitzungen
Durch seine Tätigkeiten beim Heer kam Grechtler zu Reichtum und kaufte ab 1750 die Herrschaften Fridau bei Ober-Grafendorf und Rabenstein an der Pielach. Anschließend erwarb er die Herrschaften Weißenburg und Kirchberg an der Pielach, Mainburg, Tradigist, Salau, Waasen und Weinburg.
Johann Georg Freiherr von Grechtler vereinigte daher bis 1755 das Pielachtal von Ober-Grafendorf bis Puchenstuben in seiner Hand. Er hatte auch weitere Besitztümer in Kilb und Hürm, im oberösterreichischen Wartenburg, Thalheim und Anwalting, sowie in seiner Heimat Hecklingen im Breisgau. Außerdem besaß er noch die Herrschaften Vöslau und Hütteldorf.

## Ehrungen
In Ober-Grafendorf gibt es eine nach ihm benannte Grechtlergasse, in Weinburg eine Grechtlerstrasse und in seinem Geburtsort Kippenheim eine Freiherr-von-Grechtler-Straße.